# Будинок (фільм, 1985)
Будинок (англ. House) — американський комедійний фільм жахів, режисера Стіва Майнера.

## Сюжет
Молодий письменник Роджер Кобб випробував на власній шкурі жахи в'єтнамської війни, але це було лише початком тих випробувань, які випали на його долю. Шлюб Роджера розвалився, малолітній син зник, а криваві кошмари боїв мордували Коббу мало не щоночі. Щоб написати книгу про свої переживання, Роджер оселився в похмурому старовинному будинку, що дістався герою у спадок від тітки. Будинок не з найкращою репутацією: його господиня була знайдена повішеною у себе в кімнаті, і відтоді вечорами тут лунають дивні звуки.

## У ролях
- Вільям Катт — Роджер Кобб
- Джордж Вендт — Гарольд Гортон
- Річард Молл — Великий Бен
- Кей Ленц — Сенді Сінклер
- Мері Стевін — Таня
- Майкл Інсайн — Чет Паркер
- Ерік Сільвер — Джиммі
- Марк Сільвер — Джиммі
- Сьюзен Френч — тітка Елізабет
- Алан Аутрі — поліцейський 3
- Стівен Вільямс — поліцейський 4
- Джеймс Келверт — бакалейщік
- Мінді Стерлінг — жінка в книжковому магазині
- Джейсон Кейн — веселий студент
- Біллі Бек — священик
- Білл МакЛін — літня людина
- Стів Сусскінд — Франк МакГрю
- Джон Вільям Янг — майбутній письменник
- Дуайр Браун — лейтенант
- Джоі Грін — Фріцсаймонс
- Стівен Ніколс — Скотт
- Дональд Вілліс — солдат
- Ронн Керролл — поліцейський
- Роберт Джозеф — Роберт
- Курт Вілмот — скелет Біг Бен
- Ронн Райт — захопленний покровитель
- Рені Лілліен — палкий фанат
- Пітер Пітофскі — відьмак
- Елізабет Баррінгтон — маленьке створіння
- Джеррі Марен — маленьке створіння
- Фелікс Сілла — маленьке створіння

## Випуск
Прим`єра фільму відбулася 21 жовтня 1985 року в Італії.